# Hárim Quezada
Hárim Quezada (Joyabaj, Quiché, Guatemala; 17 de octubre de 1997) es un jugador de fútbol que actualmente milita en el club Xelajú MC de la Liga Nacional.
El gol en tiempos extras en la final ante Coban el 21 de diciembre de 2024 le da la 7a luna y el Campeonato a Xelaju.

## Trayectoria
Hárim Quezada hizo su debut en el Quiché Fútbol Club a nivel profesional en 2017 y se desempeña como delantero centro. En 2019 ficha para el C.S.D. Municipal firmando un contrato por cinco años. Desde entonces ha sido cedido a diferentes clubes de la Liga Nacional entre ellos el Deportivo Iztapa, C. D. Cobán Imperial, y el Xelajú MC.

## Clubes
| Club                 | País      | Año               |
| -------------------- | --------- | ----------------- |
| Quiché F.C           | Guatemala | 2017 - 2019       |
| C.S.D. Municipal     | Guatemala | 2019 - 2020       |
| Iztapa               | Guatemala | 2020 - 2021       |
| C. D. Cobán Imperial | Guatemala | 2021 -            |
| Xelajú M.C.          | Guatemala | 2021 - 2022       |
| C.S.D. Municipal     | Guatemala | 2022- 2023        |
| Xelajú M.C.          | Guatemala | 2023 - Actualidad |

## Palmarés

### Campeonatos nacionales
| Título                     | Club            | País      | Año           |
| -------------------------- | --------------- | --------- | ------------- |
| Liga Nacional de Guatemala | C.S.D Municipal | Guatemala | 2020-Apertura |
| Liga Nacional de Guatemala | Xelajú MC       | Guatemala | 2024-Apertura |